# Luis Castillo (lanzador)
Luis Miguel Castillo (Baní, Peravia, 12 de diciembre de 1992) es un lanzador dominicano de béisbol profesional que pertenece a los Seattle Mariners de las Grandes Ligas (MLB), anteriormente jugó para los Cincinnati Reds.

## Carrera profesional

### San Francisco Giants
Castillo firmó con los Gigantes de San Francisco como agente libre internacional en diciembre de 2011. Hizo su debut profesional en 2012 con los Gigantes de DSL y pasó toda la temporada allí, con marca de 1-3 con efectividad de 3.31 en 54.1 entradas lanzadas como relevista. En 2013, regresó allí, con marca de 0-1 con efectividad de 0.64 en 27 apariciones como relevista, y en 2014 jugó para los Augusta GreenJackets , donde lanzó con un récord de 2-2 y efectividad de 3.07 en 48 apariciones como relevista.

### Miami Marlins
El 20 de diciembre de 2014, Castillo junto con Kendry Flores fueron cambiados a los Miami Marlins por Casey McGehee. Pasó el 2015 con los Greensboro Grasshoppers y fue ascendido a los Jupiter Hammerheads en julio. En 35 juegos (16 aperturas) entre los dos equipos, tuvo marca de 6-6 con efectividad de 3.20.
Castillo comenzó el 2016 con Júpiter y fue ascendido a los Jacksonville Suns durante la temporada. El 29 de julio de 2016, los Marlins cambiaron a Castillo junto con Jarred Cosart, Josh Naylor y Carter Capps a los Padres de San Diego por Andrew Cashner, Colin Rea y Tayron Guerrero. Fue devuelto a los Marlins después de que Rea sufriera una lesión en su primera apertura y fue devuelto a los Padres. Los Marlins lo agregaron a su lista de 40 hombres después de la temporada. En 26 juegos (24 aperturas) entre Júpiter y Jacksonville, tuvo marca de 8–6 con efectividad de 2.26.

### Cincinnati Reds
El 19 de enero de 2017, los Marlins cambiaron a Castillo, Austin Brice e Isaiah White a los Cincinnati Reds por Dan Straily. Comenzó el 2017 con los Pensacola Blue Wahoo.
El 23 de junio de 2017, los Rojos promovieron a Castillo, quien hizo su debut en la MLB, contra los Nacionales de Washington. En 14 aperturas para Pensacola antes de su convocatoria, compiló un récord de 4-4 y una efectividad de 2.58. Castillo pasó el resto de la temporada con los Rojos después de su ascenso, con marca de 3-7 y efectividad de 3.12 en 15 aperturas. Comenzó el 2018 en la rotación titular de Cincinnati. En 31 aperturas para los Rojos, registró un récord de 10-12 con una efectividad de 4.30 en 169+2 ⁄ 3 entradas. 
El 19 de marzo de 2019, Castillo fue nombrado titular de los Rojos para el Día Inaugural el 28 de marzo contra los Piratas de Pittsburgh. Durante la temporada, registró un récord de 15-8 con una efectividad de 3.40 y 226 ponches y fue incluido en su primer Juego de Estrellas. En 2020, Castillo lanzó con un récord de 4-6 y una efectividad de 3.21 con 89 ponches en 70.0 entradas de trabajo.
En 2021, Castillo registró efectividad de 3.98 con 192 ponches en187+2 ⁄ 3 entradas en 33 aperturas. Empató en el liderato de la MLB en derrotas (16) y lideró la Liga Nacional con 75 bases por bolas. Tuvo el porcentaje de rodados más alto de todos los lanzadores de las Grandes Ligas, con un 56,6%. El 22 de marzo de 2022, Castillo firmó un contrato de $ 7,35 millones con los Rojos, evitando el arbitraje salarial.

### Marineros de Seattle
El 29 de julio de 2022, los Rojos cambiaron a Castillo a los Marineros de Seattle a cambio de los prospectos de ligas menores Noelvi Marte, Edwin Arroyo, Andrew Moore y Levi Stoudt.